# Gäddegyl (Härlunda socken, Småland, 627010-142360)
Gäddegyl är en sjö i Älmhults kommun i Småland och ingår i Mörrumsåns huvudavrinningsområde. Sjön är 5,9 meter djup, har en yta på 0,027 kvadratkilometer och är belägen 164 meter över havet.